# Flunder
Die Flunder (Platichthys flesus) ist ein Plattfisch aus den Küstengewässern Europas. Sie lebt im Weißen Meer, entlang der Küste Norwegens, in Nord- und Ostsee, rund um die Britischen Inseln, in der Biskaya, an der Küste der Iberischen Halbinsel und die nördliche Mittelmeerküste entlang bis zur Ägäis. Außerdem kommt sie im Schwarzen Meer und an der Atlantikküste Marokkos vor. Die Flunder bevorzugt Brackwasser, verträgt aber auch Salz- und Süßwasser. Bevorzugt hält sie sich an Flussmündungen sowie in Förden, Fjorden und Buchten auf. Einige Exemplare wandern weit die Flüsse hinauf.
Der Name Flunder wurde – über das Niederdeutsche – aus dem Dänischen (flynder) entlehnt. Von Anglern und in der Umgangssprache wird die Flunder, ein beliebter Speisefisch, ähnlich wie andere Plattfische häufig als Butt bezeichnet, beispielsweise als Elbbutt oder Weserbutt; sie zählt aber nicht zu den Butten im wissenschaftlichen Sinne.
Ab 1979 wurde die Flunder im Aralsee ausgesetzt. Die Art konnte sich in diesem Binnensee etablieren und stellt auch nach der Austrocknung eines großen Teils des Beckens einen der wichtigsten Nutzfische im Nördlichen Aralsee dar.
In Deutschland wurde sie zum Fisch des Jahres 2017 ernannt.

## Merkmale
Die Flunder hat einen stromlinienförmigen, ovalen, asymmetrischen, seitlich stark abgeflachten Körper. Die Körperbreite ist geringer als die halbe Körperlänge. Bei den meisten Flundern liegen die Augen auf der rechten Körperseite, bei einem Drittel der Exemplare allerdings auf der linken Seite. Flundern werden maximal 50 Zentimeter lang. Normale Größen sind 25–30 cm und eine Masse von etwa 300 g. Das relativ kleine Maul reicht nicht bis unter das Auge. Entlang des Seitenlinienorgans liegen Knochenhöcker, entlang der Basis von Rücken- und Afterflosse raue, knotige Schuppen. Die Flunder hat auf der Oberseite oft blasse, rötliche Flecken, ähnlich wie die Scholle.
Flossenformel: Dorsale 53–62, Anale 37–46

## Lebensweise
Flundern leben an Sand- und Schlickküsten in Tiefen bis zu 100 Metern. Sie graben sich tagsüber oft oberflächlich in den Sand ein, nur die Augen schauen dann hervor. Nachts suchen sie nach Nahrung. Sie ernähren sich von Asseln, Flohkrebsen, Weichtieren und Borstenwürmern. Die Süßwasserpopulation frisst vor allem Zuckmücken- und Köcherfliegenlarven.

## Fortpflanzung
Zum Laichen wandern Flundern ins Meer. In der südlichen und südöstlichen Nordsee laichen Flundern von Februar bis Mai, vor der Küste des nördlichen Norwegens und der Halbinsel Kola von April bis Juni. Ein Weibchen legt bis zu 2 Millionen Eier, die einen Durchmesser von 0,8–1,4 mm haben. Im Brackwasser sind die Eier größer. Bei einer Wassertemperatur von 10 °C schlüpfen die Larven nach etwa einer Woche. Sie sind dann etwa 3 mm lang und leben zunächst pelagisch. Mit einer Länge von 7–10 mm setzt die Metamorphose ein und das Auge der zukünftigen Blindseite wandert auf die Oberseite. Während dieser Zeit migrieren viele Flunderlarven vom Meer mit Hilfe der Gezeitenströmungen die Flüsse hoch, wie zum Beispiel die Elbe. Hierbei spielt der Salzgehalt eine äußerst wichtige Rolle. Junge Flundern fressen anfangs winzige Krebstiere, wie Ostrakoden und Copepoden.

## Nutzung
Flundern werden mit Schleppnetzen, Reusen und Stellnetzen als Speisefische gefangen.

## Gefährdungssituation
Die Weltnaturschutzunion IUCN beurteilt die Flunder in der Roten Liste gefährdeter Arten derzeit als  (=least concern – nicht gefährdet). Sie ist eine weit verbreitete Art, für die keine bedeutenden Bedrohungen bekannt sind.